# Дон Мануэль Осорио Манрике де Суньига, ребёнок
«Дон Мануэль Осорио Манрике де Суньига в детстве» (исп. Don Manuel Osorio Manrique de Zúñiga, niño) — картина испанского художника Франсиско Гойи, написанная до 1787 года.

## Описание картины
На полотне Гойи изображён дон Мануэль Осорио Манрике де Суньига, забавляющийся с сорокой, которую подстерегают коты. Мануэль Осорио - младший сын графини Альтамира (свояченницы герцогини Альба) и дона Висента Исабеля Осорио де Москосо, графа Альтамира и члена правления Банка де Сан-Карлос (в будущем Банк Испании). Гойя получил заказ, будучи в то время портретистом при дворе Карла III, на изображение всех членов семьи Альтамира.
3-4 летний ребёнок изображён неестественным. Выражение лица и весь внешний вид серьёзен и непроницаем, что не соответствует его возрасту. Одет маленький Мануэль в модный тогда яркий красный костюм с золотым поясом. В руках он держит тонкую верёвку с привязанной сорокой. Сорока символизирует любопытство и возможно, как птица, невинность ребёнка. Коты же, злобно наблюдающие за ней, противопоставлены невинности сороки и ребёнка. Коты, как дьявольские животные, были изображены позднее у Гойи в «Капричос». С правой стороны размещены птицы, заключённые в клетку.
Сам же Мануэль Осорио скончался в 1792 году, не достигнув и 10 лет.